# Верхняя Александровка
Верхняя Александровка — посёлок в Таштагольском районе Кемеровской области. Входит в состав Усть-Кабырзинского сельского поселения.

## География
Центральная часть населённого пункта расположена на высоте 604 метров над уровнем моря.

## Население
По данным Всероссийской переписи населения 2010 года, в посёлке Верхняя Александровка проживает 5 человек (3 мужчины, 2 женщины).